# Charles-Jean-François Hénault
Charles-Jean-François Hénault (Parigi, 8 febbraio 1685 – Parigi, 24 novembre 1770) è stato un drammaturgo, storico e scrittore francese.

## Biografia

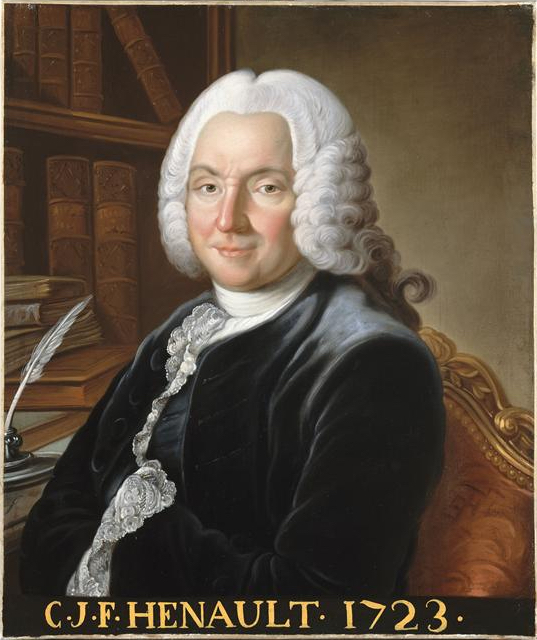
Charles-Jean-François Hénault

Figlio di un riscossore di tasse (Ferme), venne educato presso una scuola gesuita.
All'età di quindici anni entrò nella Confederazione dell'oratorio di San Filippo Neri, ma dopo due anni rinunciò all'idea di diventare sacerdote, optando per una vita più mondana.
Dal 1723 entrò a far parte della Académie française e di numerose accademie straniere.
Durante la sua vita si dimostrò una personalità versatile, in grado sia di svolgere incarichi e mansioni pubbliche prestigiose, come quella di presidente del tribunale, sia di dedicarsi all'attività letteraria, riscuotendo consensi e popolarità in entrambi i campi.
In tarda età si convertì al Cristianesimo, ma nonostante questa scelta di vita mantenne rapporti di amicizia profonda con Voltaire e con Fontanelle.
Inoltre la sua notorietà si estese anche per le sue vicende della vita privata e sentimentale, quali la relazione con Madame du Deffand.
Dal punto di vista letterario, in una prima fase Hénault scrisse le sue tragedie classicheggianti (Cornélie vestale, Marius à Cirthe) con una certa prudenza amatoriale cercando di non discostarsi troppo dalle tendenze dominanti contemporanee.
Intorno al 1747 vi fu una svolta nello stile letterario di Hénault, che compose Françoise II, un'opera coraggiosa ed innovativa sia dal punto di vista dei contenuti sia dello stile, che diventò un prototipo del romanzo ottocentesco.
Una dei suoi lavori più noti fu la Abrégé chronologique de l'histoire de France, pubblicata del 1744, un'opera storica ispirata ai modelli di Jean-Baptiste Dubos e di Henri de Boulainvilliers, tradotta in numerose lingue, ed impreziosita da riflessioni  morali e politiche.
Fu autore anche di pregevoli commedie, quali La Petite Maison, Le Jaloux de lui-même, Le Réveil d'Épiménide.

## Opere
- Cornélie vestale, tragedia rappresentata nel 1713.
- Marius à Cirthe, tragedia rappresentata per la prima volta il 15 novembre 1715.
- Abrégé chronologique de l'histoire de France jusqu'à la mort de Louis XIV, 1744.
- Nouveau théâtre français : François II, roi de France, tragedia in 5 atti, 1747.
- Le Réveil d'Épiménide, commedia, 1755.
- Le Temple des chimères, commedia in un atto unico musicata da duc de Nivernais, 1758.
- Abrégé chronologique de l'histoire d'Espagne et du Portugal, scritta con Jacques Lacombe e Philippe Macquer, 1759.
- Le Jaloux de lui-même, commedia in 3 atti, 1769.
- La Petite Maison, commedia in 3 atti, 1769.
- Le Revenant, ou les Préparatifs inutiles, commedia in un atto unico, 1788.
- Histoire critique de l'établissement des Français dans les Gaules, 1801.
- Mémoires, 1854.